# 모노짧은꼬리박쥐
모노짧은꼬리박쥐(Carollia monohernandezi)는 주걱박쥐과(신세계잎코박쥐류)에 속하는 박쥐의 일종이다. 콜롬비아와 파나마 등 남아메리카에서 발견된다. 표본은 해발 고도 30~2,660m 높이의 건조 우림과 열대 우림 서식지에서 수집했다.

## 특징
작은 박쥐로 몸통 길이는 61~77.2mm이고 전완장은 39.4~45.5mm, 꼬리 길이는 8~13.8mm이다. 발 길이는 8~15MM이고 귀 길이는 12.8~21mm이다. 털은 짧고 무성하다. 등 쪽은 짙은 갈색부터 밝은 초콜릿색까지 다양하지만 배 쪽은 연한 시나몬 갈색을 띤다. 주둥이는 가늘고 길다. 잎코가 잘 발달해 있고 피침형이다.

## 생태
먹이는 열매이다.

## 분포 및 서식지
콜롬비아 중부와 서부의 토착종이다. 해발 30m와 2,660m 사이의 건조한 열대 숲과 열대 우림에서 서식한다.